# Río Alto Beni
Le río Alto Beni est une rivière bolivienne du bassin amazonien. C'est le cours supérieur du río Beni. Il a une longueur totale de 178 kilomètres jusqu'à sa confluence avec la rivière Kaka où il devient le río Beni  Avec ses cours supérieurs, le système Alto Beni—Cotacajes—Sacambaya—Ayopaya—Leque—Tallija atteint les 441 km (178+125+37+40+37+24).

## Géographie
Le río Alto Beni naît après la confluence entre le río Cotacajes et le río Santa Elena au niveau de la confluence avec le río Bopi. La rivière a une longueur de 178 km et forme le río Beni après la confluence avec le río Kaka.